# 磁石の山
磁石の山（じしゃくのやま）あるいは磁石山とは、磁力によって鉄を引き寄せるといわれていた山。近くを通る船を引き付けたり、羅針盤の向きを変えたりすると考えられていた。磁石の島（磁石島）と呼ばれることもある。

## インド近海の磁石の山伝説
磁石が鉄を引きつけることは古代から知られていたが、磁石の山の伝説もまた、古代から伝えられている。古代ローマの博物学者ガイウス・プリニウス・セクンドゥスは、著書『博物誌』第2巻において、次のように記している。
また、クラウディオス・プトレマイオスの著書『地理学』においても、Ⅶ（インド）・2において、
と述べられている。ここに登場する「マニオライ」とはモルディブ諸島を指すという説もあるが、具体的な位置ははっきりしていない。さらに、『太清金液神丹経』などによれば、呉の万震が著した『南州異物志』（現存しない）には、句稚国の北東にある漲海は水が浅く磁石が多いため、船が磁石に行く手を阻まれるといった記述があるという。
このような話が伝わった理由の1つとして、インド洋では鉄を使わない船（ダウ船）が実際に使われていたことがあげられる。たとえば1世紀に書かれた『エリュトゥラー海案内記』には、マダラタという鉄を使わない船が紹介されている。こうした船を見て奇異に思った航海者たちによって、磁石の山の話が作られ広まったと考えられている。
時代は下って、10世紀後半にブズルク・ブン・シャフリヤールが編纂した『インドの驚異譚』では、小中国の主都ハーンフーと大中国の首都フムダーンの間を流れる川には幾つもの磁石の山々があり、鉄を積んだ船を吸い寄せるという記述がある。また、1356年に書かれたジョン・マンデヴィルの『東方旅行記』には、インドの皇帝プレスター・ジョンの領海には巨大な磁石の岩があり、さらにそこから離れたケルメスという島にも海中に磁石の岩があるので、船を造るのに釘や鉄のたがを使わないと記載されている。さらに、15世紀にドイツ大衆の間で広く読まれていた『聖ブランダン航海譚』にも、「粘りつく魔の海」には磁石があって、近づく鉄をことごとく引き付けると述べられている。この時代の書物はフィクションとノンフィクションの境があいまいなため、どこまでが事実として書かれているかはっきりしないが、当時の人々はこれらの話を事実として信じていた。
1492年にマルティン・ベハイムによって作られた現存する世界最古の地球儀では、ジャワ島の北東にプトレマイオスが語ったマニオライ諸島が描かれ、「磁石があるために、鉄をもつ船は近くを航行することはできない」と書かれている。しかし1498年、ヴァスコ・ダ・ガマによってインド航路が開拓され、インド洋海域の知識が得られるようになると、インド近海における磁石の山は地図から姿を消した。

## 北極圏の磁石の山伝説

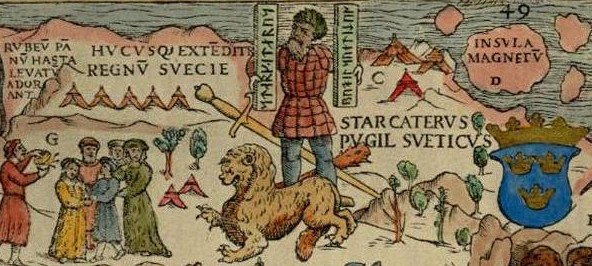
オラウス・マグヌス（Olaus Magnus）によるカルタ・マリナ（1539年）の一部。現在のムルマンスク沖に「Insula Magnetu[m]」（ラテン語で「磁石の島」の意味）と信じられてきた磁極の位置が描かれている。ルーン文字の書かれた準尺を手にする男は、スカンディナヴィア人の英雄スタールカーズ。

磁石、および磁石で擦った鉄は南北方向を指す。この事実を記した最古の文献は、宋の沈括が1088年ごろに書いた『夢渓筆談』である。ヨーロッパでは、12世紀末には磁石で擦られた鉄が航海で使われていた。
そして大航海時代に入る頃になると、磁石の山があるとされる場所は、インド周辺から北極圏へと移動した。たとえばヨハン・ルイシュによって1508年に作られた世界地図では、北極圏に磁石の山が描かれ、「そこでは羅針儀は役に立たず、鉄製の船は戻ることができない」と記されている。さらにルイシュの地図には、磁石の山に向かって沈み込むような海流が描かれている。磁石の山の近くで海流が渦巻いている描写や記述は他の著者の作品にも見られる。これは、古くから知られていた船の難所であるロフォーテン諸島の渦潮が元になっていると考えられ、渦潮が船を引き寄せることと、磁石が鉄を引き寄せることが結びついたのではないかと推測されている。
他にも、オラウス・マグヌスが1555年の著書『北方民族文化誌』で、「極北には、それによって海の方位が決まる磁石の山がある」と書いており、ジローラモ・フラカストロやフランキスクス・マウロリクスも北極圏にある磁石の山について述べている。
この時代の人々が磁石の山の存在を信じた大きな理由の1つが、前述の、磁石は南北方向を指すという事実だった。つまり、方位磁針が北を指すのは北極圏にある磁石の山に引っ張られているからだ、ということなのであるが、実のところ、15世紀以前には「磁石の力は天の極から来ている」あるいは「磁石の力は北極星から来ている」などと主張されていたため、磁石を引きつける源を磁石の山のような地球上の点に位置付けることは、それ自体が磁力への認識を転換させるものであった。

## 磁極の発見

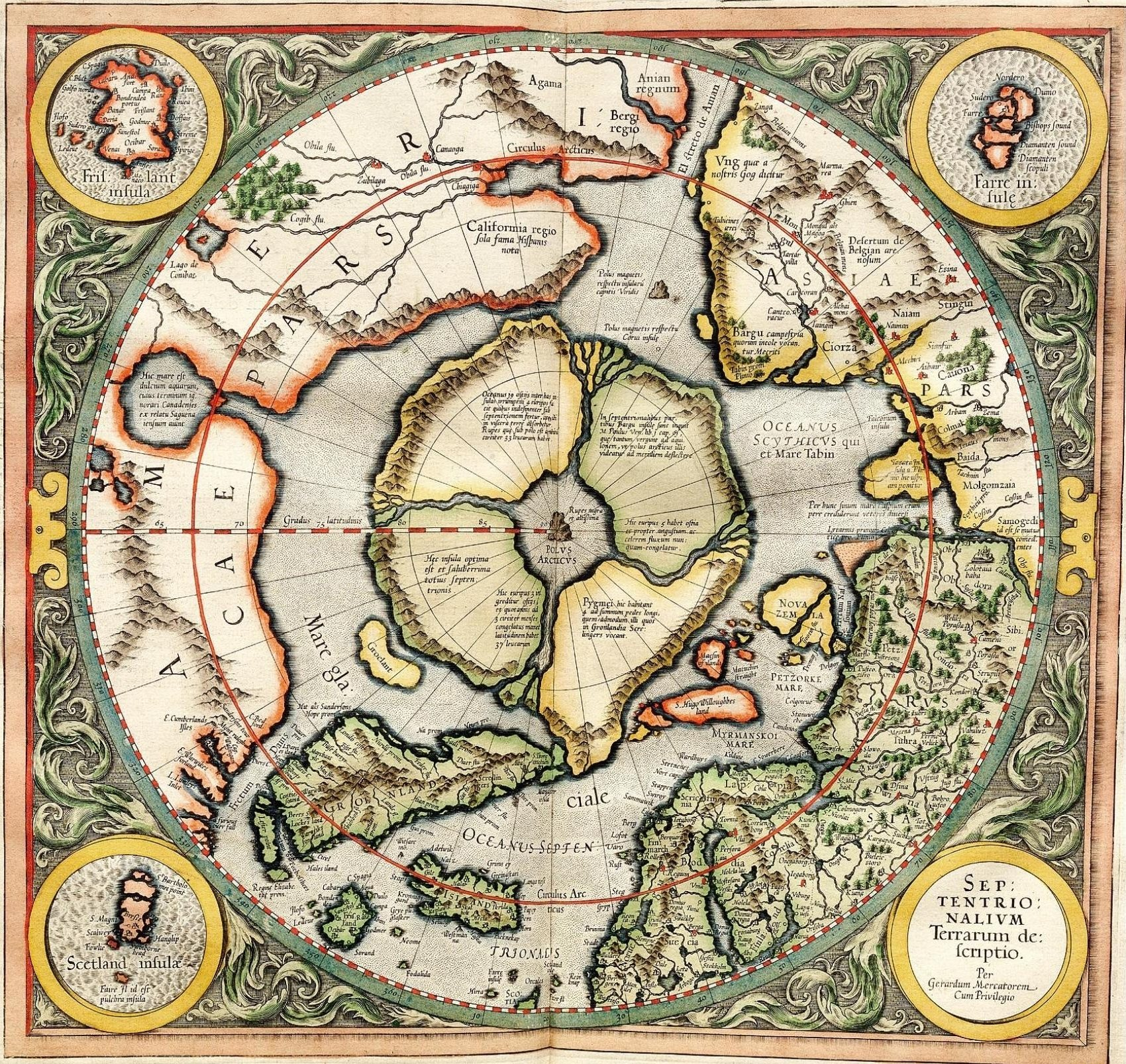
1595年のメルカトルの世界地図。図の中央が北極点で、山が描かれている。

磁石の山の伝説はゲラルドゥス・メルカトルによって大きな発見をとげた。メルカトルは、当時研究されていた磁気偏角（方位磁針の指す向きが、場所によって真北からずれること）に着目した。そして、もし磁石が天の極や北極星を指しているのであれば、地球の日周運動によって磁気偏角は変化していなければならないが、実際には同一地点での磁気偏角は常に一定であるとして、磁石の指し示す地点は、天ではなく地球上にあると考えた。メルカトルは磁気偏角の観測値からこの地点を求め、1587年と1595年に自らが作成した地図に描き、「磁極(polus magnetis)」と記した。この磁極は山のような形で描かれているが、これまで信じられていた磁石の山や磁石の島のように、航海の際に危険になるという記述は無い。
このメルカトルの研究によって、伝説的だった磁石の山は、地球科学的な磁極へと生まれ変わったと考えられている。メルカトルの研究は、発表当時はさほど受け入れられなかったが、磁極の発見はやがて、地球は1つの大きな磁石であるというウィリアム・ギルバートの理論へとつながることになる。
もっとも、1595年時でのメルカトルの地図には、磁石の山ルペス・ニグラの周辺を「グリーンランドほどの島」が4つ取り囲み、その1島には「身長1,2ｍに満たない小人」が住むなどと書かれ、アニアン海峡、クロッカー島、フリースラント他の疑存島が記載され、その当時すでに否定されていた「海水が落ちる大きな穴」に関する言及がある。

## フィクションにおける磁石の山
磁石の山はフィクションにおいてもしばしば取り上げられている。『千夜一夜物語』では、「荷かつぎ人足と乙女たちとの物語」の中の「第三の托鉢僧の話」（第14夜）で、次のように描かれている。
このほか、12世紀のペトラルカの詩にも、インドにあるという磁石の山の記述がある。また、ヨハン・ヴォルフガング・フォン・ゲーテが1774年に発表した『若きウェルテルの悩み』にも、主人公が、祖母に聞かされた、船が近づくと金具や釘が吸われてしまうという磁石の山の話を思い出す場面があるが、この山がある場所については言及されていない。ジュール・ヴェルヌの『氷のスフィンクス』にも磁石の山が登場するが、場所は南極大陸となっている。これは、南極が当時残された数少ない未知の世界だったからだと考えられる。